# Spolnik
Spôlnik (tudi člén ali artíkel) je v jezikoslovju kratka beseda pred samostalniki v nekaterih jezikih, ki običajno označuje spol in število.

## Raba v jezikih
|                           | Določni                            | Nedoločni       | S spolom                                                     | S številom   | Sklanjeno                 |
| ------------------------- | ---------------------------------- | --------------- | ------------------------------------------------------------ | ------------ | ------------------------- |
| Afrikanščina              | Da                                 | Da              | Ne                                                           | Ne           | Ne                        |
| Albanščina                | da, kot pripone                    | Da              | Da                                                           | Ne           | Da                        |
| Angleščina                | Da                                 | Da              | Ne                                                           | Ne           | Ne                        |
| Arabščina                 | da, kot predpone                   | da, kot pripone | Ne                                                           | Ne           | Ne                        |
| Armenščina                | da, kot pripone                    | Ne              | Ne                                                           | Ne           | Ne                        |
| Baskovščina               | da, kot pripone                    | Da              | Ne                                                           | Da           | Da                        |
| Beloruščina               | Ne                                 | Ne              | Ne                                                           | Ne           | Ne                        |
| Bengalščina               | da, kot pripone                    | Da              | Ne                                                           | Da           | Ne                        |
| Bolgarščina               | da, kot pripone                    | Ne              | Da                                                           | Da           | samo ednina moškega spola |
| Češčina                   | Ne                                 | Ne              | Ne                                                           | Ne           | Ne                        |
|                           | Določni                            | Nedoločni       | S spolom                                                     | S številom   | Sklanjeno                 |
| Danščina                  | pred pridevniki in/ali kot pripone | Da              | Da                                                           | pri določnih | Ne                        |
| Esperanto                 | Da                                 | Ne              | Ne                                                           | Ne           | Ne                        |
| Estonščina                | Ne                                 | Ne              | Ne                                                           | Ne           | Ne                        |
| Finščina                  | Ne                                 | Ne              | Ne                                                           | Ne           | Ne                        |
| Francoščina               | Da                                 | Da              | v ednini                                                     | Da           | Ne                        |
| Grščina                   | Da                                 | Da              | Da                                                           | pri določnih | Da                        |
| Gruzinščina               | Ne                                 | Ne              | Ne                                                           | Ne           | Ne                        |
| Gvaranščina               | Da                                 | Ne              | Ne                                                           | Da           | Ne                        |
|                           | Določni                            | Nedoločni       | S spolom                                                     | S številom   | Sklanjeno                 |
| Havajščina                | Da                                 | Da              | Ne                                                           | pri določnih | Ne                        |
| Hebrejščina               | da, kot predpone                   | Ne              | Ne                                                           | Ne           | Ne                        |
| Interlingua               | Da                                 | Da              | Ne                                                           | Ne           | Ne                        |
| Irščina                   | Da                                 | Ne              | Da                                                           | Da           | Da                        |
| Islandščina               | da, kot pripone                    | Ne              | Da                                                           | Da           | Da                        |
| Italijanščina             | Da                                 | Da              | Da                                                           | Da           | Ne                        |
| Japonščina                | Ne                                 | Ne              | Ne                                                           | Ne           | Ne                        |
| Jidiš                     | Da                                 | Da              | Da                                                           | Da           | Da                        |
| Katalonščina              | Da                                 | Da              | Da                                                           | Da           | Ne                        |
| Kitajščina                | Ne                                 | Ne              | Ne                                                           | Ne           | Ne                        |
| Korejščina                | Ne                                 | Ne              | Ne                                                           | Ne           | Ne                        |
| Latvijščina               | Ne                                 | Ne              | Ne                                                           | Ne           | Ne                        |
|                           | Določni                            | Nedoločni       | S spolom                                                     | S številom   | Sklanjeno                 |
| Litovščina                | Ne                                 | Ne              | Ne                                                           | Ne           | Ne                        |
| Madžarščina               | Da                                 | Da              | Ne                                                           | Ne           | Ne                        |
| Makedonščina              | da, kot pripone                    | Ne              | Da                                                           | Da           | Ne                        |
| Malajščina/indonezijščina | redko potrebno                     | Ne              | Ne                                                           | Ne           | Ne                        |
| Nemščina                  | Da                                 | Da              | Da                                                           | pri določnih | Da                        |
| Nepalščina                | Ne                                 | Da              | Da                                                           | Da           | Ne                        |
| Nizozemščina              | Da                                 | Da              | pri določnih                                                 | pri določnih | samo v rodilniku          |
| Norveščina                | pred pridevniki in/ali kot pripone | Da              | Da                                                           | pri določnih | Ne                        |
| Paštunščina               | Ne                                 | Da              | Da                                                           | Ne           | Da                        |
| Perzijščina               | lahko po izbiri                    | Da              | Ne                                                           | Ne           | Ne                        |
| Poljščina                 | Ne                                 | Ne              | Ne                                                           | Ne           | Ne                        |
| Portugalščina             | Da                                 | Da              | Da                                                           | Da           | Ne                        |
| Romunščina                | da, kot pripone                    | Da              | Da                                                           | Da           | Da                        |
| Ruščina                   | Ne                                 | Ne              | Ne                                                           | Ne           | Ne                        |
| Sanskrt                   | Ne                                 | Ne              | Ne                                                           | Ne           | Ne                        |
|                           | Določni                            | Nedoločni       | S spolom                                                     | S številom   | Sklanjeno                 |
| Slovaščina                | Ne                                 | Ne              | Ne                                                           | Ne           | Ne                        |
| Slovenščina               | Ne                                 | Ne              | Ne                                                           | Ne           | Ne                        |
| Somalščina                | da, kot pripone                    | Ne              | Da                                                           | Ne           | Da                        |
| Svahili                   | Ne                                 | Ne              | Ne                                                           | Ne           | Ne                        |
| Škotska gelščina          | Da                                 | Ne              | Da                                                           | Da           | Da                        |
| Španščina                 | Da                                 | Da              | Da                                                           | Da           | Ne                        |
| Švedščina                 | pred pridevniki in/ali kot pripone | Da              | Da                                                           | pri določnih | Ne                        |
| Tamilščina                | Ne                                 | Ne              | Ne                                                           | Ne           | Ne                        |
| Turščina                  | Ne                                 | lahko po izbiri | Ne                                                           | Ne           | Ne                        |
| Ukrajinščina              | Ne                                 | Ne              | Ne                                                           | Ne           | Ne                        |
| Valižanščina              | Da                                 | Ne              | Causes initial consonant mutation to singular feminine nouns | Ne           | Ne                        |
|                           | Določni                            | Nedoločni       | S spolom                                                     | S številom   | Sklanjeno                 |

### Romanski jeziki
|        | beneško  | francosko | furlansko | galicijsko | italijansko | katalonsko | okcitansko | portugalsko | romunsko              | sardinsko | špansko |
| ------ | -------- | --------- | --------- | ---------- | ----------- | ---------- | ---------- | ----------- | --------------------- | --------- | ------- |
| m. ed. | el, (l') | le (l')   | il        | o          | il, lo (l') | el, l'     | lo, (l')   | o           | -l, -ul caso obl.-lui | su (s')   | el      |
| m. mn. | i        | les       | i         | os         | i, gli (li) | els        | los        | os          | -icaso obl.-lor>      | is / sos  | los     |
| ž. ed. | ła, l'   | la (l')   | le        | a          | la (l')     | la (l')    | la, (l')   | a           | -a, -ua caso obl.-ei> | sa (s')   | la, el  |
| ž. mn. | łe       | les       | lis       | as         | le          | les        | las        | as          | -lecaso obl.-lor>     | is / sas  | las     |

### Angleščina
V angleščini sta tako »the« kot »a/an« spolnika, ki se ujemata s samostalniki in tvorita samostalniške besedne zveze. Npr. the house ([ravno tista] hiša), a house ([neka/ena] hiša), an apple ([neko/eno] jabolko).